# Фиордимонте
Фиордимо̀нте (на италиански: Fiordimonte, на местен диалект Fiordimùnde, Фиордимунде) е било община в Централна Италия, провинция Мачерата, регион Марке.
Административен център е било село Вале е Кастело (Valle e Castello), което е разположено на 569 m надморска височина. Сега територията е част от община Валфорначе.